# La Bolt
La Bolt es un pueblo ubicado en el condado de Grant en el estado estadounidense de Dakota del Sur. En el Censo de 2010 tenía una población de 68 habitantes y una densidad poblacional de 110,31 personas por km².

## Geografía
La Bolt se encuentra ubicado en las coordenadas 45°2′57″N 96°40′31″O / 45.04917, -96.67528. Según la Oficina del Censo de los Estados Unidos, La Bolt tiene una superficie total de 0.62 km², de la cual 0.62 km² corresponden a tierra firme y (0%) 0 km² es agua.

## Demografía
Según el censo de 2010, había 68 personas residiendo en La Bolt. La densidad de población era de 110,31 hab./km². De los 68 habitantes, La Bolt estaba compuesto por el 97.06% blancos, el 0% eran afroamericanos, el 1.47% eran amerindios, el 0% eran asiáticos, el 0% eran isleños del Pacífico, el 0% eran de otras razas y el 1.47% pertenecían a dos o más razas. Del total de la población el 0% eran hispanos o latinos de cualquier raza.